# Albion (William Blake)

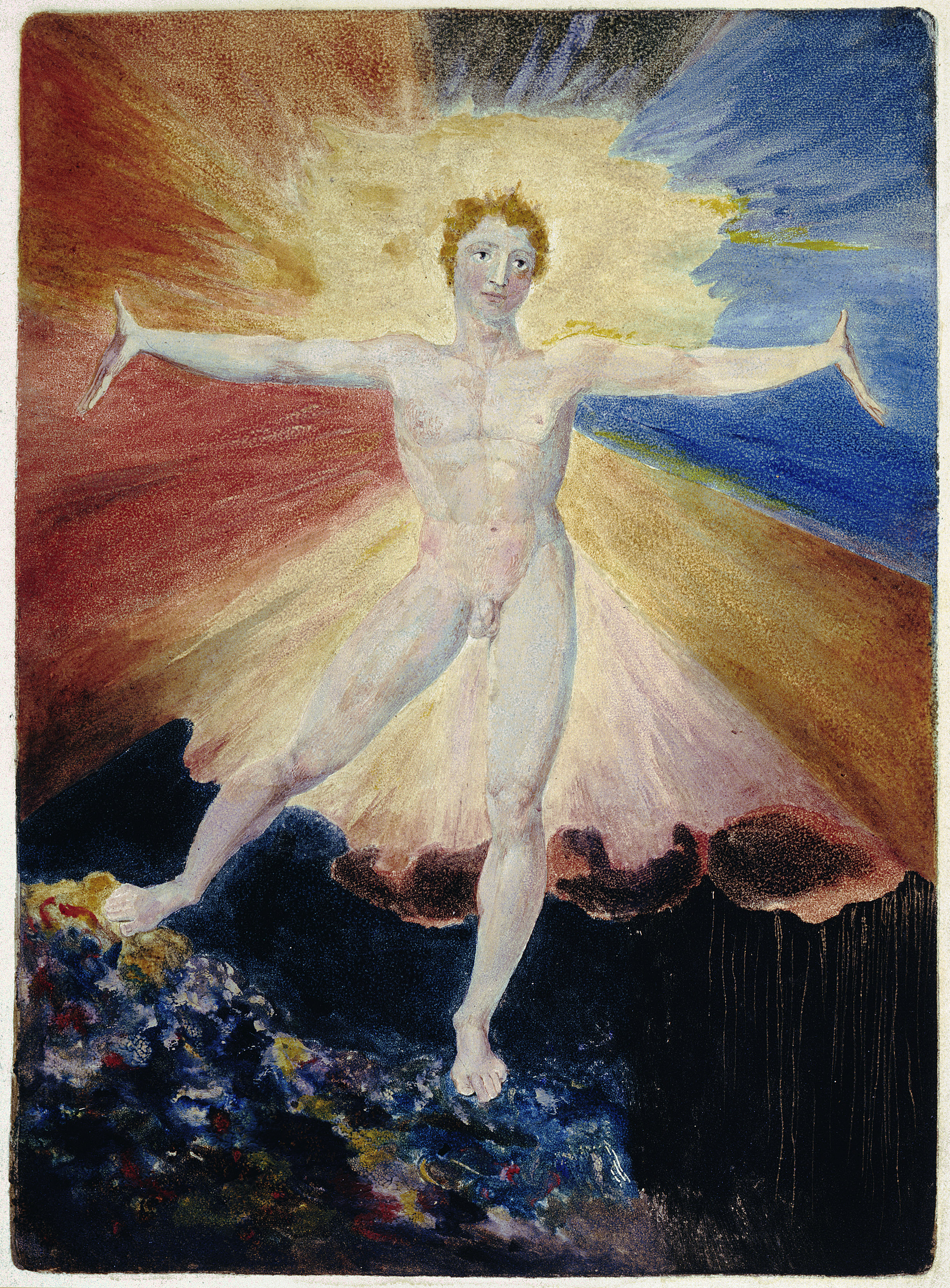
William Blake: Albion (1793)

Albion ist eine Gestalt aus der komplexen Mythologie des englischen Dichters und Malers William Blake (1757–1827). Er wird dort mit Bezug auf die griechische Mythologie als Gigant und Sohn des Poseidon und als mythischer Gründer Britanniens dargestellt. Sein Name entspricht der historischen Bezeichnung „Albion“ für Großbritannien.
Der Asteroid (15760) Albion wurde nach dieser Gestalt benannt.